# L'Art du roman
L'Art du roman est un essai de Milan Kundera sur sa conception de l'écriture qu'il a tirée de sa propre expérience.

## Présentation
Si les textes présentés ont été écrits lors de circonstances précises, ils ont quand même été conçus pour être publiés en un « livre-essai » comme un bilan de ses réflexions sur le sujet. Il est le résultat d'entretiens avec Christian Salmon sur ses habitudes d'écrivain. Il a tenu aussi à y faire figurer un texte de réflexions sur un roman qui lui est particulièrement cher, Les somnambules (de Hermann Broch), ainsi qu'un résumé de ses réflexions sur l'œuvre de Kafka. 
L’ouvrage « considère Cervantès, Samuel Richardson, Denis Diderot, Laurence Sterne, Balzac, Gustave Flaubert et quelques romanciers du XXe siècle comme de grands novateurs qui ont donné au roman sa forme moderne ». Il termine par un dictionnaire-rappel des mots-clés qui parcourent ses romans et par le discours prononcé au printemps 1985 quand il a reçu le prix Jérusalem.